# Marquesado de Ivanrey
El marquesado de Ivanrey es un título nobiliario español creado por la Reina Viuda de España, María Cristina de Habsburgo-Lorena, el 4 de abril de 1895 a favor de Fernando Soriano y Gaviria, senador por la provincia de Salamanca (1898-1909) y vitalicio (1908-1923).
Su nombre se refiere al valle de Ivanrey, en el término de Ciudad Rodrigo, Salamanca, aunque el nombre del título sea Ivanrey, el título engloba toda la comarca de Ciudad Rodrigo.

## Marqueses de Ivanrey
|                                                     | Titular                                         | Periodo                                         |                                                 |
| Creación por María Cristina de Habsburgo-Lorena     | Creación por María Cristina de Habsburgo-Lorena | Creación por María Cristina de Habsburgo-Lorena | Creación por María Cristina de Habsburgo-Lorena |
| --------------------------------------------------- | ----------------------------------------------- | ----------------------------------------------- | ----------------------------------------------- |
| I                                                   | Fernando Soriano y Gaviria                      | 1895-1912                                       |                                                 |
| II                                                  | Ricardo Soriano y Scholtz von Hermensdorff      | 1912-1973                                       |                                                 |
| III                                                 | Inés Soriano y Blair                            | 1973-1983                                       |                                                 |
| Rehabilitación por Juan Carlos I de España, en 1996 |                                                 |                                                 |                                                 |
| IV                                                  | María de la Luz de la Gándara y Soriano         | 1996-2008                                       |                                                 |
| V                                                   | Felipe Thomas de la Gándara                     | 2008- actual titular                            |                                                 |

## Historia de los marqueses de Ivanrey
- Fernando Soriano y Gaviria (1855-Madrid, junio de 1928),[3] I marqués de Ivanrey,[1] hijo de Rodrigo Alfonso Soriano Moreta (1828-1892) —hijo de Antonio Soriano Sánchez (1800-1845) y de Florentina Moreta Coca (m. 1837)—, y de su esposa María del Pilar Gaviria Gutiérrez (m. 1888).[4] Fue senador y socio fundador del Hotel Ritz en Madrid.[5]

Se casó con Matilde von Scholtz-Hermensdorff y Bear, hija del I marqués de Belvís de las Navas. Le sucedió su hijo:
- Ricardo Soriano y Scholtz von Hermensdorff[3] (Arauzo, provincia de Salamanca, 1883-Marbella, 1973), II marqués de Ivanrey.[1] Es especialmente conocido por ser uno de los promotores de la Costa del Sol e hijo adoptivo de la ciudad de Marbella.[5]

Se casó en 1907 con la estadounidense María Italia Blair Mitchell. Le sucedió su hija en 1976:
- Inés Soriano y Blair (París, 1910-Marbella, 1983), III marquesa de Ivanrey.[1][6]

Contrajo matrimonio con Ricardo de la Gándara y de la Gándara, hijo del II marqués de la Gándara. Tras su muerte, el título quedó vacante durante trece años hasta que fue rehabilitado por su hija en 1996:
- María de la Luz de la Gándara y Soriano (San Sebastián, 7 de enero de 1934- Genolier (Suiza) 9 de abril de 2021),[7] IV marquesa de Ivanrey[1][8] y III marquesa de la Gándara.[9]

Se casó en primeras nupcias con Adam Golushowski, conde de Golushowski con quien tuvo un hijo: Peter de la Gándara Golushowski.  Después de divorciarse, contrajo un segundo matrimonio con Jean Marc Thomas y de este matrimonio nació su segundo hijo, Felipe Thomas de la Gándara que sucedió en el título por cesión de su madre:
- Felipe Thomas de la Gándara (Lausana, Suiza, 14 de mayo de 1973),  V marqués de Ivanrey,[1][10] noble hispano-suizo.

Contrajo matrimonio en 2000 con María Lourdes Andrés García.  Viven en Suiza y son padres de dos hijos: Arnaud Thomás Andrés (n. 15 de noviembre de 2001) y Audrey Thomás Andrés (n. 20 de diciembre de 2004).